# Mikaela Loach
Pour les articles homonymes, voir Loach (homonymie).
Mikaela Loach (née en 1998) est une militante jamaïcaine pour la justice climatique basée à Édimbourg en Écosse et nommée pour le Global Citizen Prize (en) : UK's Hero Award.
Loach est une étudiante en médecine à l'Université d'Édimbourg qui utilise sa plate-forme Instagram de plus de 100 000 personnes pour travailler à rendre le mouvement climatique plus inclusif, en se concentrant sur les intersections de la crise climatique avec des systèmes oppressifs tels que la suprématie blanche et les injustices des migrants.
Aux côtés de Jo Becker, Loach coproduit, écrit et présente le podcast YIKES qui explore le changement climatique, les droits de l'homme et la justice sociale,.

## Jeunesse et éducation
Loach est née en Jamaïque et a grandi dans le Surrey, au Royaume-Uni. Loach a déménagé à Édimbourg pour l'université et est actuellement étudiante en médecine à l'Université d'Édimbourg.

## Campagne
Adolescente, Loach s'intéresse à l'intersection entre justices environmentale et raciale. En 2019, Loach devient membre du mouvement environnementaliste, Extinction Rebellion (XR) et en octobre 2019 elle va d'Édimbourg à Londres pour prendre part aux actions XR pour exiger l'écoute et l'action des politiciens à propos de la crise climatique. Elle a tenu un journal de ses expériences. Lors de la manifestation XR de 2019, Loach tâche d'empêcher la police d'évacuer la manifestation. Elle est enchaînée durant près de huit heures avant qu'elle et les autres manifestants ne se libèrent volontairement. Loach mène aussi campagna avec Climate Camp Scotland.
Loach décrit ainsi sa motivation à la BBC :

« Je change les choses dans mon style de vie depuis longtemps pour essayer d'être plus respectueux de l'environnement, mais je me suis rendu compte il y a quelques mois que peu importe si je deviens végétalien ou zéro déchet si le gouvernement ne le fait pas faire n'importe quoi. Il doit y avoir de grands changements structurels,. »

Loach déclare qu'elle a commencé à aller à des marches « lorsque la crise des réfugiés a fait la une des journaux il y a quelques années. Je me suis vraiment intéressée aux droits des migrants et des réfugiés et j'ai fait du bénévolat dans le camp de Calais .... Mais un jour, j'ai réalisé que ces choses étaient vraiment interconnectées: la crise climatique est liée à la crise des réfugiés, et elles sont toutes deux également liées à l'injustice raciale et aux héritages du colonialisme ».
À travers ses médias sociaux et en tant qu'écrivain pour Eco-Age, Loach plaide pour la justice environnementale, la justice raciale, la mode durable et les droits des réfugiés. Elle a également été invitée sur plusieurs podcasts, dont le podcast Age of Plastic d'Andrea Fox et le podcast Good Ancestor de Layla Saad (en). Loach est intervenue à la conférence Youth Against Carbon de Zurich,. En 2020, Loach a créé le podcast YIKES avec Jo Becker,.
Pour son travail d'activisme, Loach a été nommée sur la liste Woman's_Hour (en) Power de la BBC,.